# Voorurine
Voorurine ontstaat uit bloedplasma dat onder invloed van de bloeddruk in het kapsel van Bowman wordt geperst. Deze vloeistof bevat geen rode bloedcellen of grote eiwitten, daar deze niet door het gefenestreerde endotheel heen kunnen. Dit heeft te maken met de elektrische lading van de podocyten die zich achter het gefenestreerde (met „vensters“ (lat. fenestra)) endotheel bevinden. Deze podocyten verhinderen dat rode bloedcellen en grote eiwitten vanuit het bloed in het kapsel van Bowman worden geperst. De voorurine bevat dus bij gezonde personen geen grote eiwitten of rode bloedcellen, maar wel water met alle opgeloste stoffen die zich in het bloed bevinden.